# N.I.N.A
N.I.N.A (New Identity Not Applicable) var det planerade andra studioalbumet av den amerikanska rapparen Lisa Lopes. Albumet skulle ha släppts under skivbolaget Death Row Records någon gång under 2002 och var menat att introducera Lopes nya alter-ego; N.I.N.A. Lisa hann producera flera låtar tillsammans med Ray J innan hon omkom i en bilolycka samma år, skivan blev då inställd.

## Planerade låtar
- Ease Back
- Life (featuring Eastwood)
- Too Street 4 T.V. (featuring Danny Boy)
- Untouchable (featuring 2pac)
- Universal Quest (featuring Crooked I)
- Let Me Live (featuring Crooked I)